# Дьявольский мост (Марторель)
Дьявольский мост (исп. Puente del Diablo, кат. Pont del Diable) — средневековый каменный арочный мост через реку Льобрегат в муниципалитете Марторель в Каталонии, Испания недалеко от Барселоны.

## История
Действующий до сих пор мост отличается тем, что центральный пролёт его является большой стрельчатой аркой высотой 37,3 м и имеет наверху каменную часовню. Боковые арки имеют пролёты 19,1 м. Мост был построен ещё в 1283 году на римских фундаментах. В 1939 году во время гражданской войны отступающие республиканцы взорвали центральный пролёт. Мост был отреставрирован в 1963 году в прежних средневековых формах. 
С восточной стороны моста сохранилась античная триумфальная арка. Сколько пролётов имел мост во времена Римской империи, неизвестно. В настоящее время он используется только пешеходами.

## Легенда
Каталонская легенда объясняет название моста тем, что он был построен дьяволом по просьбе девушки, отчаявшейся переходить реку по шаткому бревну и обещавшей отдать ему свою душу, если мост будет построен за одну ночь. Однако, когда дьяволу осталось положить в мост всего один камень, хозяйка дома, где жила девушка, чтобы спасти её душу, плеснула воды на петуха, он закричал, а вслед за ним и другие петухи. Дьявол решил, что наступило утро, и ушёл восвояси. Подобные легенды рассказывают и о других чёртовых мостах.